# Kårsta station
Kårsta station är en station på Roslagsbanan i Kårsta i Vallentuna kommun. Den har två spår, men plattform endast vid det västra spåret. Antalet påstigande var under en genomsnittlig vintervardag 2021 cirka 150. 

## Historik
Järnvägen Stockholms östra station - Rimbo är den äldsta delen av Roslagsbanan, som öppnade 1885. 1981 lades Roslagsbanans sträcka Kårsta - Rimbo ned, vilket gjorde Kårsta till ändstation. Sedan dess benämns sträckan Roslags Näsby - Kårsta för Kårstagrenen.